# Вольфганг Лой
Вольфганг Лой (нім. Wolfgang Leu; 6 липня 1917, Кальтеннордгайм — 24 травня 1944, Норвезьке море) — німецький офіцер-підводник, оберлейтенант-цур-зее крігсмаріне.

## Біографія
9 жовтня 1937 року вступив на флот. З 1 грудня 1939 року служив на есмінці «Еріх Келльнер». З 1 лютого по 30 вересня 1940 року пройшов курс авіаційного спостерігача. 1 жовтня відряджений в запасну групу морської авіації. З 15 грудня 1940 року — спостерігач 1-ї ескадрильї 406-ї ескадри берегової оборони. З 30 березня по 29 вересня 1942 року пройшов курс підводника. З 30 вересня 1942 по 7 березня 1943 року — 1-й вахтовий офіцер на підводному човні U-456. З 15 березня по 19 квітня 1943 року пройшов курс командира човна. З 30 травня 1943 року — командир U-921.
24 травня 1944 року U-921 був атакований канадським бомбардувальником «Сандерленд» в порту Тронгейма. Лой наказав вийти в море і атакувати літак. Коли зенітні гармати човна вийшли з ладу, він наказав членам екіпажу спуститись в човен і почати занурення. Лой мав останнім залізти в човен, проте не зміг, оскільки його нога застрягла на трапі. Коли Лой побачив, що U-921 почав занурюватись з відкритим люком, він закрив люк ззовні і таким чином врятував екіпаж, проте сам потонув. Коли зникнення командира помітив 1-й вахтовий офіцер лейтенант-цур-зее Ганс-Йоахім Нойманн, то наказав спливати, незважаючи на загрозу бомбардування, але Лоя так і не знайшли.

## Звання
- Кандидат в офіцери (9 жовтня 1937)
- Морський кадет (28 червня 1938)
- Фенріх-цур-зее (1 квітня 1939)
- Оберфенріх-цур-зее (1 березня 1940)
- Лейтенант-цур-зее (1 травня 1940)
- Оберлейтенант-цур-зее (1 квітня 1942)

## Нагороди
- Нагрудний знак спостерігача
- Залізний хрест
  - 2-го класу (14 травня 1941)
  - 1-го класу (23 жовтня 1941)
- Авіаційна планка розвідника
  - в бронзі (23 травня 1941)
  - в сріблі (25 липня 1941)
- Нагрудний знак підводника (28 червня 1944, посмертно)